# Mercedes 28/95 PS
La 28/95 PS è un'autovettura di lusso prodotta dal 1914 al 1924 dalla Casa tedesca Daimler Motoren Gesellschaft per il suo marchio automobilistico Mercedes.

## Profilo e caratteristiche

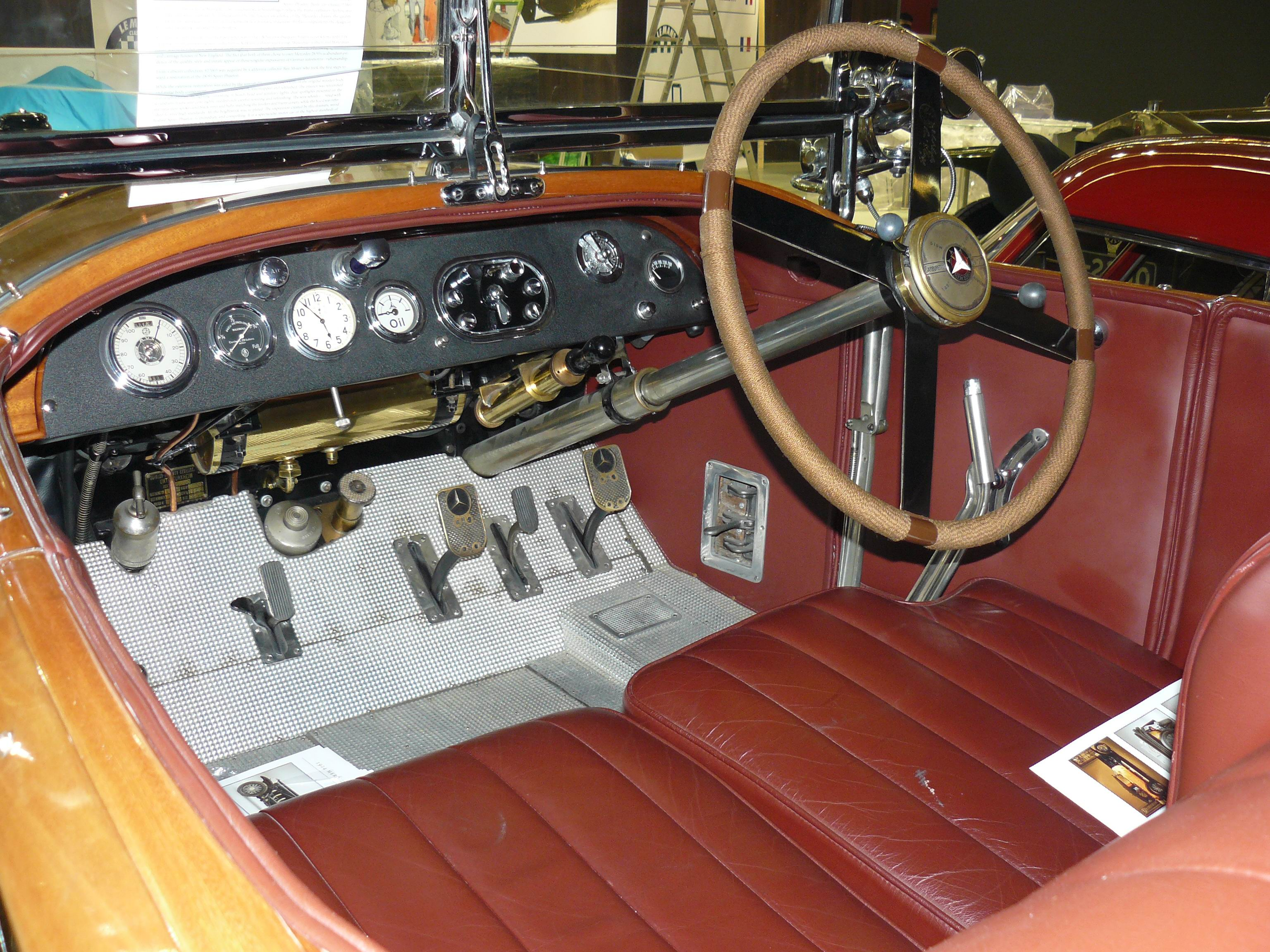
Mercedes 28/95 1924.

Lanciato nel 1914, questo modello va a sostituire il modello 38/100 PS, di cilindrata sensibilmente superiore, ma con prestazioni simili.
La 28/95 PS era quindi una vettura che andava innanzitutto a posizionarsi un gradino più in alto rispetto alla contemporanea 28/60 PS di cilindrata analoga. Le sue doti prestazionali, sensibilmente superiori, la ponevano di fatto come l'antesignana di quelle che circa 80 anni dopo sarebbero state indicate come vetture di fascia premium, ossia di quelle vetture che, per contenuti tecnici e prestigio del marchio, si posizionano un gradino più in alto rispetto alla normale concorrenza. Alla vigilia della prima guerra mondiale, ma anche nei primi anni dopo tale conflitto, la 28/95 PS rappresentò il top di gamma della Casa tedesca. Nonostante gli indubbi contenuti, la produzione stentò inizialmente e nel primo anno di produzione vennero prodotti solo 25 esemplari di tale modello.
Fu solo nel dopoguerra che la 28/95 PS che la produzione cominciò ad accelerare e nel 1920 si portò a regime, per arrivare al 1924 ad un totale di 590 esemplari prodotti, un'inezia secondo gli standard attuali, ma occorre tener presente il periodo difficile per l'industria tedesca di allora e le possibilità economiche generali.
La 28/95 PS montava un motore di origine aeronautica, ma adattato all'utilizzo su di un'autovettura: si trattava del motore DF80, ossia un 6 cilindri in linea da 7274 cm³ (105x140 mm), alimentato da due carburatori. Una delle maggiori innovazioni portate da questo modello fu la distribuzione a valvole in testa disposte a V, comandate da un albero a camme in testa. Tali innovazioni furono alla base del sensibile aumento di potenza massima, che raggiunse 95 CV a 1800 giri/min. Anche l'accensione propose la nuova soluzione del magnete ad alta tensione.
Più tradizionale l'impostazione del telaio e del resto della meccanica in generale, almeno per i primi anni. Per quasi tutto il periodo di produzione tali caratteristiche non si discostavano di molto da quelle degli altri due modelli: fu solo nel 1923 che si videro delle novità, consistenti nell'impianto frenante, non più sull'albero di trasmissione, ma sulle quattro ruote.
La 28/95 PS raggiungeva una velocità massima compresa tra 110 e 140 km/h a seconda del tipo di carrozzeria e del peso del corpo vettura. Tali prestazioni, all'epoca assai notevoli, spinsero la Casa tedesca ad approntare alcuni esemplari come vetture sport per alcune competizioni: fu così che nel 1921 nacquero le 28/95 PS Rennwagen, con potenza portata a 99 CV a 1800 giri/min. Una delle più note versioni da gara basate sulla 28/95 PS è stata la 28/95/140 PS, sovralimentata tramite compressore volumetrico. Tale versione è stata anche uno dei primi esempi di applicazione della sovralimentazione per uso automobilistico, anche se non di serie, ed erogava fino a 140 CV di potenza massima.
Nel 1921, alla XII edizione della Targa Florio, la Mercedes 28/95 PS pilotata da Max Sailer giunse seconda al traguardo e fece segnare il record del giro più veloce.

La produzione della 28/95 PS cominciò nel 1914, ma venne interrotta poco dopo l'inizio della guerra, nel 1915, per poi riprendere nel 1920 e fino al 1924.
L'erede della 28/95 PS fu la Mercedes 15/70/100 PS, successivamente prodotta anche con il marchio Mercedes-Benz.